# Ilhabela (kommun)
Ilhabela är en kommun i Brasilien.   Den ligger i delstaten São Paulo, i den sydöstra delen av landet, 900 km söder om huvudstaden Brasília. Antalet invånare är 28 176.
Följande samhällen finns i Ilhabela:
- Ilhabela

I omgivningarna runt Ilhabela växer i huvudsak städsegrön lövskog.